# Список депутатів Верховної Ради України IX скликання, що втратили мандат
У статті наведено список народних депутатів, шо втратили чи були позбавлені мандата.

## Втратили мандат через призначення на державну посаду
| Депутат                          | Причина                                  | Дата втрати мандата | Партія       |
| -------------------------------- | ---------------------------------------- | ------------------- | ------------ |
| Федоров Михайло Альбертович      | Призначений в уряд Олексія Гончарука     | 29.08.2019          | Слуга народу |
| Малюська Денис Леонтійович       | Призначений в уряд Олексія Гончарука     | 29.08.2019          | Слуга народу |
| Криклій Владислав Артурович      | Призначений в уряд Олексія Гончарука     | 29.08.2019          | Слуга народу |
| Оржель Олексій Анатолійович      | Призначений в уряд Олексія Гончарука     | 29.08.2019          | Слуга народу |
| Новосад Ганна Ігорівна           | Призначена в уряд Олексія Гончарука      | 29.08.2019          | Слуга народу |
| Коваленко Анна Миколаївна        | Призначена на посаду в Офіс Президента   | 10.09.2019          | Слуга народу |
| Кубраков Олександр Миколайович   | Призначення Головою Укравтодору          | 03.12.2019          | Слуга народу |
| Кучер Олексій Володимирович      | Призначений головою Харківської ОДА      | 03.12.2019          | Слуга народу |
| Венедіктова Ірина Валентинівна   | Призначена Генеральним Прокурором        | 14.01.2020          | Слуга народу |
| Ткаченко Олександр Владиславович | Призначений в уряд Дениса Шмигаля        | 04.06.2020          | Слуга народу |
| Андрійович Зіновій Мирославович  | Обраний мером Надвірної                  | 17.11.2020          | Слуга народу |
| Требушкін Руслан Валерійович     | обраний мером Покровська                 | 16.12.2020          | Слуга народу |
| Колихаєв Ігор Вікторович         | обраний мером Херсона                    | 30.03.2021          | За майбутнє  |
| Скічко Олександр Олександрович   | Призначений головою Черкаської ОДА       | 30.03.2021          | Слуга народу |
| Монастирський Денис Анатолійович | Призначений в уряд Дениса Шмигаля        | 16.07.2021          | Слуга народу |
| Верещук Ірина Андріївна          | Призначена в уряд Дениса Шмигаля         | 04.11.2021          | Слуга народу |
| Сольський Микола Тарасович       | Призначений в уряд Дениса Шмигаля        | 24.03.2022          | Слуга народу |
| Лубінець Дмитро Валерійович      | Призначений Уповноваженого з прав людини | 01.07.2022          | За майбутнє  |
| Костін Андрій Євгенович          | Призначений Генеральним Прокурором       | 27.07.2022          | Слуга народу |
| Совгиря Ольга Володимирівна      | Призначена в Конституційний Суд          | 27.07.2022          | Слуга народу |
| Умєров Рустем Енверович          | Призначений головою фонду Держмайна      | 07.09.2022          | Голос        |

## Позбавлені мандату Верховною Радою
| Депутат                         | Причина                               | Дата втрати мандата | Партія           |
| ------------------------------- | ------------------------------------- | ------------------- | ---------------- |
| Луценко Ірина Степанівна        | Власне бажання                        | 12.11.2019          | Солідарність     |
| Бєлькова Ольга Валентинівна     | Власне бажання                        | 18.06.2020          | Батьківщина      |
| Вакарчук Святослав Іванович     | Власне бажання                        | 26.06.2020          | Голос            |
| Кива Ілля Володимирович         | Власне бажання                        | 15.03.2022          | ОПЗЖ             |
| Забродський Михайло Віталійович | Власне бажання                        | 20.03.2022          | Солідарність     |
| Новинський Вадим Владиславович  | Власне бажання                        | 08.07.2022          | Опозиційний блок |
| Шенцев Дмитро Олексійович       | Власне бажання                        | 21.09.2022          | Опозиційний блок |
| Рабінович Вадим Зіновійович     | Позбавлення українського громадянства | 03.11.2022          | ОПЗЖ             |
| Васильковський Ігор Ігорович    | Позбавлення українського громадянства | 03.11.2022          | Слуга народу     |
| Льовочкіна Юлія Володимирівна   | Власне бажання                        | 01.12.2022          | ОПЗЖ             |
| Медведчук Віктор Володимирович  | Позбавлення українського громадянства | 13.01.2023          | ОПЗЖ             |
| Деркач Андрій Леонідович        | Позбавлення українського громадянства | 13.01.2023          | Слуга народу     |
| Козак Тарас Романович           | Позбавлення українського громадянства | 13.01.2023          | ОПЗЖ             |
| Кузьмін Ренат Равелійович       | Позбавлення українського громадянства | 13.01.2023          | ОПЗЖ             |
| Аксьонов Андрій Анатолійович    | Власне бажання                        | 13.01.2023          | Порядок          |
| Абрамович Ігор Олександрович    | Власне бажання                        | 06.02.2023          | ОПЗЖ             |
| Трухін Олександр Миколайович    | Власне бажання                        | 23.02.2023          | Слуга народу     |
| Волошин Олег Анатолійович       | Власне бажання                        | 24.02.2023          | ОПЗЖ             |
| Королевська Наталія Юріївна     | Власне бажання                        | 24.02.2023          | ОПЗЖ             |
| Солод Юрій Васильович           | Власне бажання                        | 24.02.2023          | ОПЗЖ             |

## Причина втрати мандата смерть народного депутата
| Депутат                       | Причина             | Дата втрати мандата | Партія                     |
| ----------------------------- | ------------------- | ------------------- | -------------------------- |
| Давиденко Валерій Миколайович | Смерть, самогубство | 23.05.2020          | Безпартійний, група Довіра |
| Поляков Антон Едуардович      | Смерть              | 08.10.2021          | Слуга народу               |
| Ковальов Олексій Іванович     | Смерть              | 28.08.2022          | Слуга народу               |